# عسگرخانی
عسگرخانی، روستایی از توابع بخش مرکزی شهرستان سرپل ذهاب در استان کرمانشاه ایران است.

## جمعیت
این روستا در دهستان حومه سرپل قرار دارد و براساس سرشماری مرکز آمار ایران در سال ۱۳۸۵، جمعیت آن ۲۲۰ نفر (۴۶خانوار) بوده‌است.